# August von Wassermann
August Paul von Wassermann (21. února 1866 – 16. března 1925) byl německý bakteriolog, lékař a průkopník na poli imunologie. Wassermannův test (též Wassermannova reakce) se stal celosvětově používaným způsobem detekce infekce syfilis.

## Biografie
Narodil se v Bamberku do prominentní židovské bankéřské rodiny, jako druhý syn Angela Wassermanna a jeho ženy Dory, rozené Bauer, a po celý život zůstal spjat s židovským náboženstvím. Po absolvování gymnázia v Bamberku studoval medicínu na univerzitách v Erlangenu, Vídni, Mnichově a ve Štrasburku, kde v roce 1888 získal lékařský titul za svou práci o účincích sulfonmethanu. Počátkem září 1891 nastoupil jako neplacený asistent do nově vzniklého Institutu pro infekční choroby (Preußisches Institut für Infektionskrankheiten) v Berlíně, který vedl Robert Koch (díky finanční nezávislosti dané rodinným zázemím Wassermann pracoval v institutu dlouhá léta zadarmo). O dva roky později se stal asistentem pro problémy ve vztahu k choleře a od roku 1896 byl lékařem v berlínském Institutu antitoxinové kontroly difterie. O rok dříve se oženil s Alice von Taussig, se kterou měl později dva syny.
V roce 1898 se stal titulárním profesorem a v roce 1901 se habilitoval jako soukromý docent (Privatdozent) interní medicíny na Univerzitě Fridricha Viléma v Berlíně.
V roce 1906 se mu podařilo objevit komplement fixační test pro diagnostikování syfilis (Wassermannův test), a to pouhý rok poté, co byl objeven původce nemoci, bakterie Treponema pallidum. To umožnilo včasné odhalení nemoci (navzdory jejím nespecifickým symptomům) a tím pádem i zabránění jejímu přenosu. Téhož roku stanul v čele oddělení experimentální terapie a výzkumu sér na Institutu infekčních nemocí.
V roce 1911 byl jmenován profesorem a o dva roky později se stal ředitelem vědecké Společnosti císaře Viléma (Kaiser-Wilhelm-Gesellschaft), v jejímž čele stál až do své smrti.
Zemřel v roce 1925 ve věku 59 let na selhání ledvin v důsledku Brightovy nemoci, kterou trpěl od roku 1924.
Za jeho objev se mu dostalo uznání a řada ocenění z různých zemí po celém světě. V roce 1921 se stal prvním nositelem Aronson Foundation Prize a mimo jiné byl nominován i na Nobelovu cenu (udělena mu však nebyla). Wassermanův test zůstává v některých oblastech stále základním vyšetřením a prevencí šíření syfilis, ačkoli již existují moderní alternativní metody testování.